# Blanot (Côte-d’Or)
Blanot település Franciaországban, Côte-d’Or megyében. Lakosainak száma 120 fő (2022. január 1.). Blanot Saint-Martin-de-la-Mer, Villiers-en-Morvan, Brazey-en-Morvan, Liernais, Chissey-en-Morvan, Alligny-en-Morvan és Moux-en-Morvan községekkel határos.

## Népesség
A település népességének változása:
| Lakosok száma | 184  | 154  | 155  | 134  | 127  | 132  | 127  | 124  | 123  | 120  |
|               | 1968 | 1982 | 1990 | 2006 | 2013 | 2015 | 2017 | 2019 | 2020 | 2022 |